# Ptiliodes blackburni
Ptiliodes blackburni är en skalbaggsart som beskrevs av Matthews 1882. Ptiliodes blackburni ingår i släktet Ptiliodes och familjen fjädervingar. Inga underarter finns listade i Catalogue of Life.